# 어룡초등학교 (충북)
어룡초등학교는 대한민국 충청북도 괴산군 청천면 도원통미길 12-11(도원리 287-1)에 있었던 초등학교이다. 현재 이 자리에 대안학교인 폴수학학교가 열렸다.

## 연혁
- 1955년 3월 26일 청천국민학교 도원분교장 인가
- 1957년 4월 1일 어룡국민학교 승격
- 1957년 4월 17일 어룡국민학교 개교
- 1993년 3월 1일 대후분교장 통폐합
- 1996년 3월 1일 어룡초등학교 개칭
- 1999년 3월 1일 폐교